# Конформизам
Конформизам, конформитет или конформност је понашање појединца које је у складу са нормама и очекивањима њему важне друштвене групе. Такво понашање иде у правцу некритичког саглашавања са важећим, општеприхваћеним групним нормама и вредностима, посебно под групним притиском. У пракси, то је тежња појединаца и група да се потпуно прилагоде окружењу и да не чине ништа што би се сматрало ексцентричним или необичним од стране ауторитета. Конформизам искључује креативност, вођство и активизам и противи се промени и напретку. Овај појам често има негативан призвук у смислу претераног прилагођавања по цену губљења самосталности и самопоштовања личности.
Људи се често уклапају из жеље за безбедношћу унутар групе - типично групе сличног узраста, културе, религије или образовног статуса. Ово се често назива групним мишљењем: образац размишљања који се карактерише самообманом, принудном производњом сагласности и усаглашености са групним вредностима и етиком, чиме се игнорише реалистична процена других праваца деловања. Невољност повиновања је праћена ризиком од друштвеног одбацивања. Конформност се често асоцира са адолесценцијом и културом младих, мада снажно утиче на људе свих узраста.
Иако групни притисак може да има негативне манифестације, конформност се може сматрати било добром или лошом. Вожња на коректној страни пута се може сматрати корисним конформитетом. Уз одговарајући утицај околине, конформност током раних година детињства, омогућава особи да учи и да поприма одговарајућа понашања неопходна за интеракцију и развој унутар њеног друштва. Конформност утиче на формирање и одржавање друштвених норми и помаже друштвима да спонтано и предвидиво функционишу путем самоелиминације понашања који се сматрају супротним неписаним нормама. У том смислу она се може сматрати позитивном силом која спречава дела која су перцептивно реметилачка или опасна.
Промена понашања у складу са одговорима других, што је конформизам, може бити свесна или не. Људи имају интринзичну тенденцију да несвесно имитирају понашање других, као што су гестови, језик, брзина говора и друге акције људи са којима комуницирају. Постоје још два главна разлога за усаглашеност: информациони утицај и нормативни утицај. Људи показују конформизам као одговор на информативни утицај када верују да је група боље информисана, или као одговор на нормативни утицај када се плаше одбацивања. Када би заговарана норма могла да буде тачна, информативни утицај је важнији од нормативног утицаја, док иначе доминира нормативни утицај.
Људи се често прилагођавају из жеље за сигурношћу унутар групе, познатог и као нормативни утицај — обично група сличног узраста, културе, религије или образовног статуса. Ово се често назива групним размишљањем: образац мишљења који карактерише самообмана, присилна производња пристанка и усклађеност са групним вредностима и етиком, који игнорише реалистичну процену других праваца деловања. Неспремност на конформисање носи ризик од друштвеног одбацивања. Конформизам се у медијима често повезује са адолесценцијом и културом младих, али снажно утиче на људе свих узраста.

## Порекло и значење појма
Конформизам значи „опортунизам, повиновање“ и потиче од латинског conformis. Одатле, конформиста је онај који се повинује мишљењу већине. Конформизам, дакле, означава врсту социјалног прилагођавања. Овим појмом се наглашава потреба појединца да се стопи у одређену групу људи и уско повезани са конформизмом су појмови повезаност, прихваћеност и припадност.

## Мотиви конформизма
Као мотиви за овај шаблон понашања издвајају се грегарни мотив, још познат и под називом „мотив стада” и афирмативни мотив. Емпиријски гледано, мотив је и потрага за лагодним осећајем припадности и заштите групе.

## Врсте конформизма
Постоје два типа конформизма.
1. Право (потпуно) конформирање
2. Практично конформирање
Право или потпуно конформирање је стварна промена ставова, мишљења и вредности у складу са притиском групе којој припада. Особа је, у овом случају, у потпуности уверена у оно што говори и увек има оправдање за своје поступке, доживљавајући свој идентитет као огранак групног идентитета.
Практично конформирање се исказује тако што особа задржава сопствено мишљење и начин резоновања у вези са одређеним стварима и могуће је да се не слаже са ставовима групе, али из страха да би могла произвести штету у виду одбацивања од стране других чланова групе, или из велике жеље за осећањем припадности, саопштава ставове групе и понаша се у складу са другима.

## Неконформизам
Неконформизам је појава супротна конформирању и огледа се у два типа реакције особе: антиконформизму и стварном неконформизму.
Антиконформисти се доследно супротстављају групи без обзира на оно што она пропагира. Група се сматра негативним основом понашања. Ови појединци константно наглашавају разлике између себе и групе, чиме уједно показују и своју зависност од ње.
Прави неконформизам се, насупрот антиконформизму, заснива на сопственим проценама и мерилима. Особа се не супротставља групи само да би се супротставила и поредила са њеним негативним аспектима, већ има свој рационални разлог и образложење за присутно неслагање, и то образложење не ставља у релациони однос, већ посматра ситуацију искључиво из своје перспективе.

## Чиниоци конформирања
На спремност на конформирање и степен развоја ове појаве утиче више фактора:
1. Узраст
Деца и млади чешће се и интензивније конформирају него одрасле особе. Узрок је, осим недовољне емоционалне и социјалне зрелости, и важност вршњачке групе за формирање идентитета и превазилажење адолесцентних криза у том развојном добу.
Узроци ових адолесцентних криза веома често бивају одбацивање од стране друштва, неприхваћеност, директно одбацивање или агресивно искључивање из групе. Група вршњака, деце или младих, који су приближних година и интереса, има велики утицај на то какве ће вредности и ставове дете оформити. Под појмом ,,култура вршњака” се подразумева група младих људи која поставља одређене стандарде понашања од којих се ретко одступа. Ову појаву обележавају исти или барем слични проблеми који их спајају у одређен шаблон понашања. Овако утицај вршњака постаје јачи од родитељског, а сугестибилнији појединци, чије је самопоуздање ниже, или који још нису јасно изградили своје вредности, постају склони конформизму и подлежу притиску групе. Овај вид понашања може довести до екстремних последица, као што је употреба психоактивних супстанци или други типови ризичног понашања. Отворено прихватају групне ставове, и повинују се очекивањима која се пред њих, као равноправне чланове, постављају. У мање опасним ситуацијама, у групи, сви појединци навијају за исти спортски клуб, слушају исту врсту музике и прихватају уједно и идеологију тог музичког правца, имају исте ставове о неким социјалним групацијама и феноменима итд...
2. Пол
Жене бивају склоније конформизму од мушкараца услед чешће појаве група и потребе за прихваћеношћу и блискошћу.
3. Степен нејасноће ситуације
Уколико је ситуација нејаснија, конформирање је веће. Ово значи да је лако пасти под утицај групе и без критичког размишљања и осврта, оберучке прихватити став већине. Ово се дешава када се ради о темама са којима појединац није у потпуности упознат, када се налази у експерименталној ситуацији која је и околини подједнако непозната и нова, када се налази у друштву или насумичном окружењу које не познаје довољно, али му је стало да буде прихваћен итд.
4. Степен јединствености групе
Што је група јединственија, конформирање је веће. Ово се, донекле, и само намеће приликом дефинисања саме појаве конформизма. Потреба особе да буде део групе и да буде њен равноправни члан је већа уколико се она опажа као кохерентна и сложна.
5. Одређене црте личности
Самосталне особе, са изграђеним границама према спољашњости, идентитетом и интегритетом личности, као и интелигентније особе, мање су склоне конформизму. Такође, људи са вишим самопоуздањем и самопоштовањем, као они који себе сматрају компетентним, са мањом ће вероватноћом постати конформисти.
6. Привлачност групе за појединца
Што се група опажа привлачнијом, то је конформирање веће.
7. Јавно или приватно изјашњавање
Конформирање је веће у ситуацијама када особа јавно и у групи треба да изнесе своје мишљење, или да потврди став групе, него у случајевима када разговара са блиском особом, родитељима или размишља у себи.

## Како се одупрети конформизму?
1. Информишите се
Потребно је сагледати групни арсенал ставова и вредности са свих страна, колико год је могуће објективно и информисати се о разлозима за њих.
2. Сузбити страх од иступања из гомиле